# Muchomor szarawy

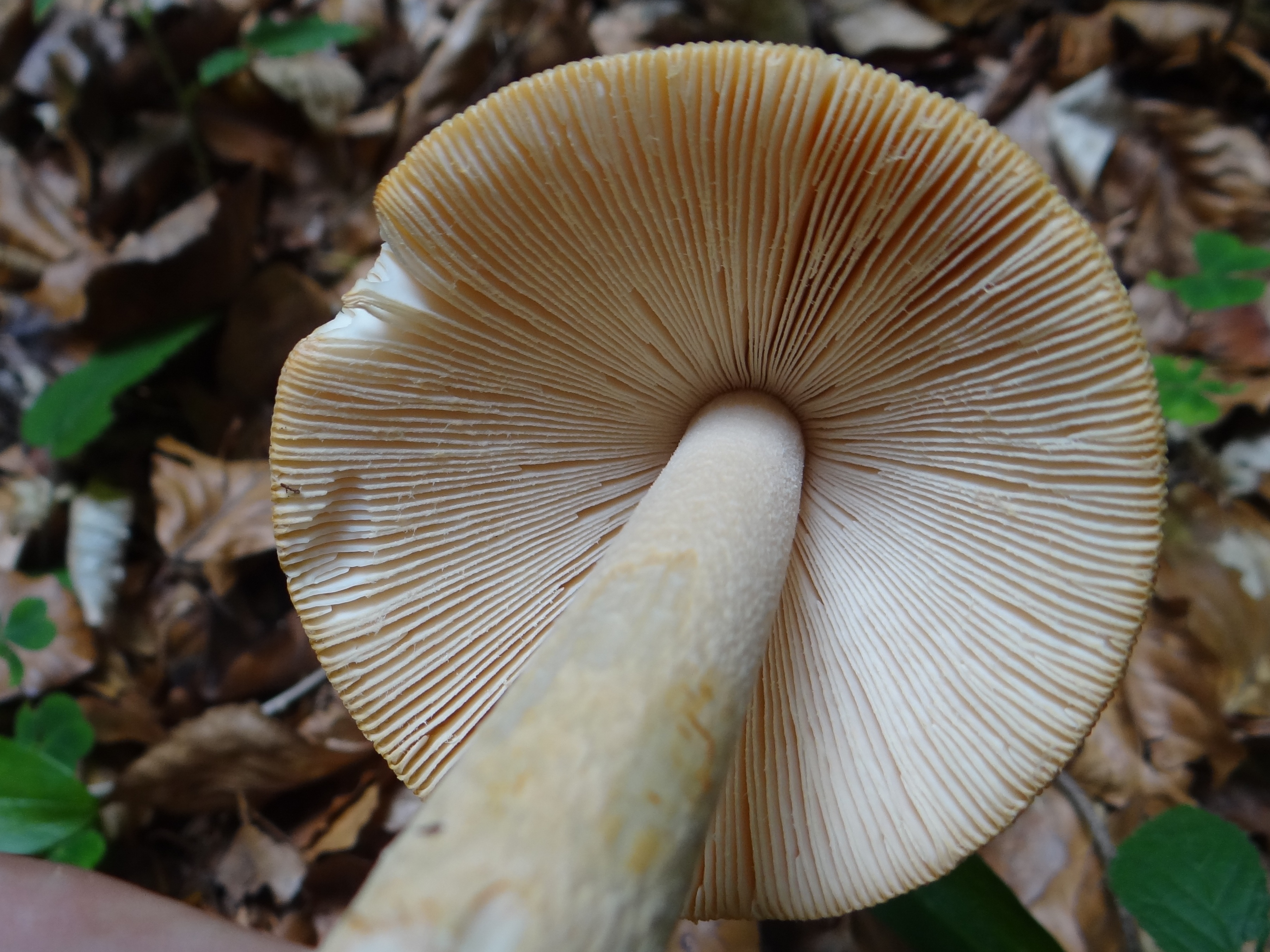
Blaszki i trzon

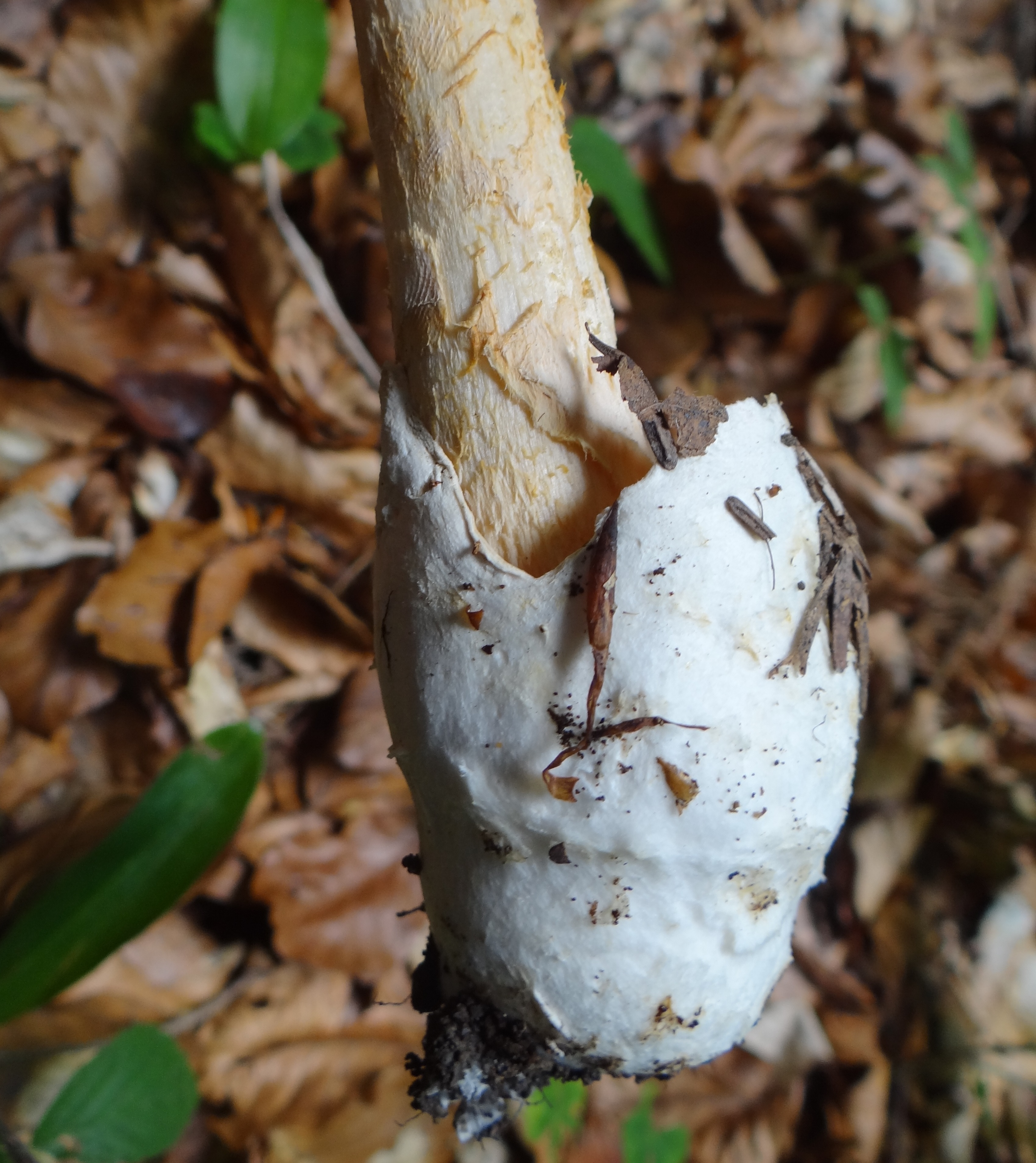
Pochwa

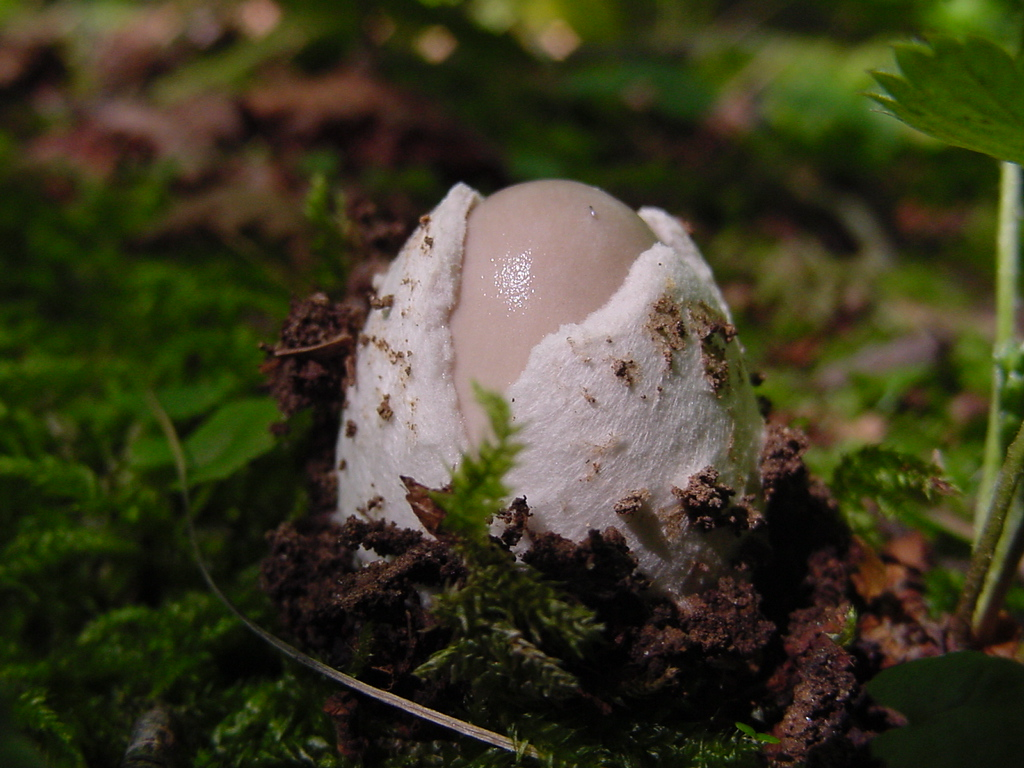
Jajo

Muchomor szarawy (Amanita vaginata (Bull.) Lam.) – gatunek grzybów należący do rodziny muchomorowatych (Amanitaceae).

## Systematyka i nazewnictwo
Pozycja w klasyfikacji według Index Fungorum: Amanita, Amanitaceae, Agaricales, Agaricomycetidae, Agaricomycetes, Agaricomycotina, Basidiomycota, Fungi.
Po raz pierwszy opisał go w 1783 r. Jean Baptiste Bulliard, nadając mu nazwę Agaricus vaginatus. Obecną, uznaną przez Index Fungorum nazwę, nadał mu w tym samym roku Jean-Baptiste de Lamarck, przenosząc go do rodzaju Amanita.
Niektóre synonimy naukowe:

- Agaricus plumbeus Schaeff. 1774
- Agaricus vaginatus Bull. 1783
- Agaricus vaginatus a albida Fr. 1821
- Agaricus vaginatus var. albidus (Fr.) Fr. 1838
- Agaricus vaginatus var. griseus DC. 1815
- Amanita livida Pers. 1797
- Amanita livida Pers. 1797 var. livida
- Amanita vaginata f. grisea (DC.) E.-J. Gilbert 1918
- Amanita vaginata f. grisea (DC.) Veselý 1933
- Amanita vaginata f. livida (Pers.) E.-J. Gilbert 1918
- Amanita vaginata f. plumbea (Schaeff.) E.-J. Gilbert 1918
- Amanita vaginata f. plumbea (Schaeff.) L. Maire 1910
- Amanita vaginata f. violacea (Jacz.) Veselý 1933
- Amanita vaginata subsp. plumbea (Schaeff.) Konrad & Maubl. 1924
- Amanita vaginata var. albida (Fr.) Hongo 1959
- Amanita vaginata var. grisea (DC.) Quél. & Bataille 1902
- Amanita vaginata var. livida (Pers.) Gillet 1874
- Amanita vaginata var. plumbea (Schaeff.) Quél. & Bataille 1902
- Amanita vaginata var. violacea Pers. 1797
- Amanita violacea Jacz. 1923
- Amanitopsis albida (Fr.) S. Imai 1933
- Amanitopsis plumbea (Schaeff.) J. Schröt. 1889
- Amanitopsis vaginata (Bull.) Roze 1876
- Fungus phalloides Bull. 1781
- Vaginata livida Gray1 1821

Polską nazwę podał Władysław Wojewoda w 1992 r., dawniej w polskim piśmiennictwie mykologicznym gatunek ten opisywany był jako muchomor mglejarka, a jeszcze dawniej używano również nazw: bedłka pochwowata, bedłka, muchomor pochwiasty, mglejarka pochwiasta, podsadka pochwiasta.
Gatunek ten wyróżnia się dużą zmiennością. Wiele dawniej wydzielanych form, odmian i podgatunków zostało uznane za synonimy, nadal jednak wyróżnia się różne odmiany tego gatunku dość znacznie różniące się ubarwieniem i wyglądem. Komisja ds. Polskiego Nazewnictwa Grzybów Polskiego Towarzystwa Mykologicznego zarekomendowała zamianę nazwy muchomor szarawy odmiana żółta, wyróżnianej przez Wojewodę, na nazwę muchomor żółtopomarańczowy (Amanita contui Bon & Courtec.).

## Morfologia
Kapelusz
Początkowo dzwonkowaty, później płaskołukowaty, w końcu całkiem płaski, Ma średnicę 3–10 cm i na środku garb, czasami wyraźny, czasami słabo widoczny. Powierzchnia gładka, naga i silnie prążkowana, szczególnie na brzegach. W czasie wilgotnej pogody jest lepki i śliski. Kolor od siwego poprzez siwobrązowy i popielaty do żółtosiwobrązowego. Występują odmiany o ochrowo lub pomarańczowożółtej barwie.
Blaszki
Średnio gęste, sprężyste, nie przyrastają do trzonu, nieco wybrzuszone i zawsze białe.
Trzon
Wysokość 10–20 cm, grubość 8–20 mm, walcowaty, z czasem pusty w środku, zwężający się ku górze, wyrastający z białej, wolnej i płatowatej pochwy. Powierzchnia gładka lub pokryta bardzo drobnymi kosmkami, czasami promieniście popękany. Pierścienia brak. Barwa między białą a różnymi odcieniami jasnej szarości.
Miąższ
U młodych okazów zwarty, później kruchy. Biały, o łagodnym smaku i bez specjalnego zapachu.
Wysyp zarodników
Biały, nieamyloidalny. Zarodniki okrągławe, o rozmiarach 8–12 µm.
Gatunki podobne
Podobny jest rzadki w Polsce muchomor srebrzysty (Amanita mairei). Jest większy i nie tak szary. Zewnętrzną osłoną muchomor szarawy przypomina nieco muchomora zielonawego (Amanita phalloides) i jadowitego (Amanita virosa), lecz jest dobrze rozpoznawalny dzięki podstawie trzonu i wyraźnemu prążkowaniu kapelusza. Odmiany o brunatno-czerwonej barwie podobne są do muchomora rdzawobrązowego (Amanita fulva).

## Występowanie i siedlisko
Muchomor szary jest szeroko rozprzestrzeniony na świecie. Występuje w Ameryce Północnej, Środkowej i Południowej, Europie, Azji i na wielu wyspach. W Polsce jest pospolity.
Naziemny grzyb mykoryzowy. Rośnie we wszystkich typach lasów, zarówno na nizinach, jak i w górach. Nie ma specjalnych wymagań glebowych.

## Znaczenie
Grzyb jadalny, choć w stanie surowym trujący. Po ugotowaniu jadalny. Niezbyt popularny ze względu na łamliwość i brak aromatu. W Polsce raczej nie jest zbierany przez grzybiarzy.